# William Wand
 John William Charles Wand est un ecclésiastique anglican britannique né le 25 janvier 1885 à Grantham, dans le Lincolnshire, et mort le 16 août 1977 à Lingfield, dans le Surrey. Il est archevêque de Brisbane, en Australie, de 1934 à 1943, puis évêque de Bath et Wells de 1943 à 1945 et enfin évêque de Londres de 1945 à 1955.
Historien éclectique à la plume facile, il est l'auteur d'une quarantaine de livres parmi lesquels une "Histoire de l'Église moderne" (1930), une "Histoire de l'Église primitive" (1937), "L'Anglicanisme dans l'histoire et aujourd'hui" (1961) et une autobiographie, "The Changeful Page" (1965). 
Une nécrologie dans le Church Times a rendu hommage à son érudition, son génie administratif et sa piété profonde, dénuée de sentimentalisme.